# 神楽陽子
神楽 陽子（かぐら ようこ）は、日本の小説家。主にジュブナイルポルノのジャンルで活動している。
2004年より活動開始。以来、短いスパンで数多くの作品を発表し続けている（4ヶ月に一冊程度）。その多くは、キルタイムコミュニケーションによる、二次元ドリームノベルズレーベルより発売されている。
2013年8月17日発売「にぎってフルスイング」(二次元ドリーム文庫)のカバー裏コメントにおいて、引退を表明した。

## 作品
- ザクラリッターミズキ (二次元ドリームノベルズ) イラスト：ごまさとし (2004/10)
- 聖魔ちぇんじ! (二次元ドリーム文庫) (2004/12)
- 怪盗ナイトミーナ (二次元ドリームノベルズ) (2005/1)
- 噂のDカップディーラーMIHO (二次元ドリームノベルズ) イラスト：高浜 太郎 (2005/3)
- ラヴパラ―ラヴハートパラダイス (二次元ドリーム文庫)  イラスト：刀神 真咲 (2005/10)
- ハートフルパニック―どきどき臨海学園 (二次元ドリーム文庫) イラスト：Hiviki N ( 2006/1)
- お姉さんが診てアゲル (二次元ドリーム文庫) イラスト：シコルスキー (2006/5/17)
- ウェイトレスパニック (二次元ドリーム文庫) イラスト：2号 (2006/9/17)
- こんな娘がいたら僕はもう…!! 大音渚の情熱 (二次元ゲームノベルズ 9) 原作：あかべぇそふとつぅ( 2007/2/26)
- ドラゴンナイト4 時の輪廻の果てに [二次元ゲームノベルズ 24] イラスト：竹井正樹（2008/3/30)
- ノストラダムスに聞いてみろ♪ 秋葉穂ノ香の約束 (二次元ゲームノベルズ 27) イラスト： あきら (2008/7/31)
- 私立探偵高須賀エリカの事件簿 羞恥に昂る危険なボディ (二次元ドリームノベルズ288) イラスト： ばくちん (2009/2/12)
- ボクのメイドは同級生 (二次元ドリーム文庫 155) イラスト： 犬洞あん ( 2010/4/5)
- スクみこっ! 紺な巫女ってありえなくない? (二次元ドリーム文庫 189) イラスト：黒澤清崇 (2011/5/12)
- 生徒会長北千住姫凛の悪夢 (二次元ドリームノベルズ 329) イラスト：アライノブ (2011/8/12)
- ハレばにユカイ おさわりは校則違反! (二次元ドリーム文庫 204) イラスト：さとみ (2011/10/13)
- スク水メイドがご奉仕します! (二次元ドリーム文庫 171)  イラスト：黒澤清崇 (2010/11/12)

その他、多数。